# Giacomo Doria
Giacomo Doria (La Spezia, 1º novembre 1840 – Borzoli, 19 settembre 1913) è stato un naturalista, botanico e politico italiano.
Fu senatore del Regno d'Italia nella XVII legislatura.

## Biografia
Figlio del marchese Giorgio e di Teresa Durazzo, nacque nell'avito palazzo a La Spezia.  
Precocemente appassionato di scienze naturali, nel 1858 scoprì il primo coleottero cavernicolo italiano, anche se la sua più importante attività scientifica riguardò i chirotteri ed i rettili.
Nel 1862 prese parte alla missione italiana in Persia, salendo nell'occasione alla cima del Damavand (5.610 metri).
Nell'aprile del 1865 salpò, al seguito di James Brooke ed in compagnia di Odoardo Beccari, alla volta di Sarawak, dove compì numerose spedizioni raccogliendo innumerevoli campioni di piante, conchiglie, farfalle, altri insetti e animali vari.
Fu il fondatore del Museo di storia naturale di Genova (oggi Museo di storia naturale Giacomo Doria), che diresse per oltre quarant'anni.
Fra il 1891 ed il 1900 è stato presidente della Società Geografica Italiana.
Fu anche sindaco della città di Genova tra il 16 marzo ed il 7 luglio 1891.

## Curiosità
In suo onore il grande esploratore Vittorio Bottego aggiunse il suo nome al fiume Ganale, affluente del Giuba che, pertanto, nel periodo coloniale si chiamò Ganale Doria.